# Sayaka Takahashi (bádminton)
Sayaka Takahashi (en japonés: 高橋沙也加, Takahashi Sayaka; 29 de julio de 1992) es una deportista japonesa que compitió en bádminton. En los Juegos Asiáticos de 2014 consiguió una medalla de bronce en la prueba de equipo.

## Palmarés internacional
| Juegos Asiáticos | Juegos Asiáticos        | Juegos Asiáticos  | Juegos Asiáticos |
| Año              | Lugar                   | Medalla           | Prueba           |
| ---------------- | ----------------------- | ----------------- | ---------------- |
| 2014             | Incheon (Corea del Sur) | Medalla de bronce | Equipo           |